# Memorial del Camino a Tanilvoro
El Memorial del Camino a Tanilvoro es un monumento ubicado en el Fundo La Dehesa de la localidad de Tanilvoro, en la comuna de Coihueco, de la Región de Ñuble, Chile. Está dedicado a Ogan Lagos Marín, estudiante de Agronomía de la Universidad de Concepción y militante del Movimiento de Izquierda Revolucionaria, cuyo cuerpo fue encontrado en el lugar luego de haber sido asesinado, durante la Dictadura militar chilena de Augusto Pinochet.

## Historia
Ogan Lagos Marín fue detenido el 14 de marzo de 1974, por agentes del Regimiento de Infantería n.º 9 "Chillán", junto a su hermano Ernesto quien quedó en libertad el 26 de marzo del mismo año. A partir de este instante, es trasladado al Cuartel de la Policía de Investigaciones de Chillán y luego a la Cárcel de Chillán, lugar del cual es sacado constantemente para interrogatorios y torturas en el regimiento. El día 25 de abril de 1974 fue visto por última vez por los internos de la cárcel, a quienes alcanzó a avisar que volvería al regimiento a ser interrogado. Dos días más tarde, Lagos Marín es encontrado sin vida en el Fundo La Dehesa de Tanilvoro, en la comuna de Coihueco, con cuatro perforaciones de bala. La identificación de su cuerpo y el aviso a su familia, no ocurrió hasta el 14 de marzo de 1975.
En 1975, su hermano Sergio Lagos Marín sería detenido el 7 de febrero de 1975, permaneciendo desaparecido desde entonces. Posteriormente, su hermano Nelson falleció en 1985, producto de una explosión en su hogar. Para 2014 los carabineros Arturo Alarcón Navarrete y Patricio Marabolí Orellana, y el coronel de Ejército de Chile Fernando Gómez Segovia, fueron procesados e indicados como responsables de la muerte de Ogan Lagos Marín, cumpliendo condena en el Penal de Punta Peuco, mientras que el Fiscal Militar de Ñuble, Mario Romero Godoy, falleció en total impunidad.

### Memorial
El memorial consta de una piedra tallada sobre una base de adoquines, cuya leyenda dice:

"Si estoy en tu memoria, soy parte de la historia. Ogan Esteban Lagos Marín. Nac: 17 de marzo de 1953. Ejecutado el 27 de abril de 1974. Soñó con la liberación del hombre, del campo y la ciudad"